# Hrajr Mkojan
Hrajr Mkojan (arménsky Հրայր Մկոյան; * 2. září 1986, Leninakan, Arménská SSR, Sovětský svaz – dnešní Arménie) je arménský fotbalový obránce a reprezentant.

## Klubová kariéra
Svoji fotbalovou kariéru začal v FC Širak. Mezi jeho další angažmá patří: FC Ararat Jerevan, Ulisses FC, FC Mika, PFK Spartak Nalčik a FC Širak.

### SK Dynamo České Budějovice
Před jarní částí sezóny 2012/13 zamířil do Českých Budějovic, kde podepsal smlouvu do 30. června 2014. V mužstvu se setkal se svým krajanem Edgarem Malakjanem, který zde byl na hostování z FC Viktoria Plzeň. V Gambrinus lize debutoval 23. února 2013 v utkání proti domácímu Baníku Ostrava, které skončilo remízou 0:0. Poprvé se v Gambrinus lize střelecky prosadil 15. března v utkání proti Zbrojovce Brno, svým gólem zařídil remízu 1:1. Ještě před koncem ročníku mu klub předčasně ukončil smlouvu. Celkem nastoupil v 7 ligových zápasech a vstřelil 1 branku.

### Esteghlal FC
V červnu 2014 se domluvil na kontraktu s íránským klubem Esteghlal FC.

## Reprezentace
Hrajr Mkojan má za sebou starty za mládežnický výběr Arménie do 21 let, odehrál 7 zápasů bez vstřelené branky. Od roku 2009 nastupuje i v A-mužstvu Arménie.